# Autobianchi Stellina
O  Stellina  é um conversível compacto da Autobianchi.